# Prințul Gaston, Conte de Eu
Gaston d'Orléans (28 aprilie 1842 – 28 august 1922), primul fiu al lui Louis, Duce de Nemours și a Prințesei Victoria de Saxa-Coburg-Kohary. A fost prinț francez și comandant militar care a luptat în războiul spaniolo-marocan și războiul triplei alianțe. Gaston a fost căsătorit cu Isabel, Prințesă Imperială a Braziliei, moștenitoarea imperiului tronului brazilian.

## Primii ani

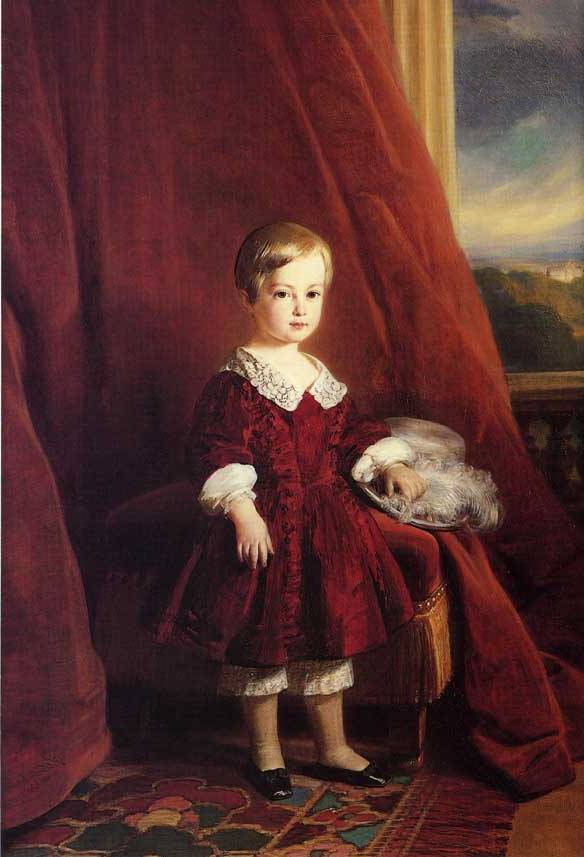
Gaston d'Orléans, Conte de Eu, la vârsta de cinci ani

Gaston s-a născut la 28 april 1842 la Neuilly-sur-Seine, o suburbie a Parisului. A fost fiul cel mare al Ducelui de Nemours și a Prințesei Victoria de Saxa-Coburg-Kohary. Bunicii paterni au fost regele Ludovic Filip al Franței și Maria Amalia a celor Două Sicilii, iar bunicii materni au fost Prințul Ferdinand de Saxa-Coburg și Gotha și Maria Antonia de Koháry.
Membru al familiei regale franceze Gaston a aparținut Casei de Orléans, o ramură a Casei de Bourbon. Prinț de Orléans, el a fost numit Conte de Eu la naștere de către bunicul său, regele Ludovic Filip al Franței. Prințul a primit o educație rafinată de la Julio Gauthier și istoricul Auguste Trognon. El a învățat câteva limbi străine, inclusiv latina, engleza, germana și portugheza. 
Bunicul său a abdicat în timpul Revoluției din 1848. La numai cinci ani, Gaston l-a urmat pe rege și familia sa în exil în Marea Britanie. În 1855, la vârsta de 13 ani Gaston a început cariera militară la școala militară din Segovia, Spania, unde a devenit căpitan. S-a mutat în Spania după ce unchiul său Antoine, Duce de Montpensier s-a căsătorit cu Prințesa Luisa Fernanda, sora reginei Isabela a II-a a Spaniei.